# Kathryn Anna Beck
Kathryn Anna Beck (1959) es una botánica, taxónoma estadounidense, con intereses científicos en taxonomía de fanerógamas, con énfasis en la familia Brassicaceae con sus géneros Lesquerella y Physaria. Desarrolla actividades académicas y científicas en la actividad privada, quien ha planeado y ejecutado Proyectos de plantas raras, prospecciones nocivas de malezas, Encuestas de Vegetación.
Posee por la Universidad de Washington Occidental, Facultad de Estudios Ambientales de Huxley, Bellingham, WA
- Licenciatura B.Sc. en Ciencias Ambientales, 1982,[3]
- Licenciatura BSc. en Biología, 1982.

## Obra

### Nuevos taxones para la ciencia
Especies
- (Brassicaceae) Lesquerella tuplashensis Rollins, K.A.Beck & Caplow[4]

- (Brassicaceae) Physaria douglasii (S.Watson) O'Kane & Al-Shehbaz subsp. tuplashensis (Rollins, K.A.Beck & Caplow) O'Kane & Al-Shehbaz[5]

- (Fabaceae) Astragalus conjunctus var. rickardii S.L.Welsh, K.A.Beck & Caplow[6]

- (Polygonaceae) Eriogonum codium Reveal, Caplow & K.A.Beck[7]

### Algunas publicaciones
- Additions to the vascular flora of Washington from a biodiversity study on the Hanford Nuclear Reservation. 2006. Madrono 53: 36-45.

- Noteworthy collections Washington. 2005. Madrono 52:128-130.

- Nymphoides peltata (yellow floating heart). In: 100 worst invasive species in the Pacific Northwest. 2004. Eds. D. Boersma, S. Reichard, A. VanBuren.

- Demographic studies of Eriogonum codium Reveal, Caplow & Beck (Polygonaceae) in Washington. In Reichard, S.H., ed. 2001. Conservation of Washington’s rare plants and ecosystems. Washington Native Plant Society, Seattle. 223 p.

- New variety of Astragalus conjunctus S.Watson from Benton County, Washington. 1997. Great Basin Naturalist 57: 352 - 354.

- An undescribed species of Lesquerella from the state of Washington. 1996. Rhodora 97: 201-207

- Eriogonum codium, a new species from Southcentral Washington. 1996. Rhodora 97: 350-356.
- La abreviatura «K.A.Beck» se emplea para indicar a Kathryn Anna Beck como autoridad en la descripción y clasificación científica de los vegetales.[8]